# أسنى المطالب في صلة الأقارب
أسنى المطالب في صلة الأقارب أو أسنى المطالب في صلة الأرحام والأقارب للإمام ابن حجر الهيتمي المكي (ت 974هـ) كتاب في التصوف والتزكية والأخلاق، يتناول موضوع صلة الأرحام والأقارب.

## سبب تصنيف الكتاب
يقول ابن حجر الهيتمي في مقدمة الكتاب:

## أقسام الكتاب
- المقدمة الأولى: صلاح القلب
- المقدمة الثانية: رياضة النفس
- المقدمة الثالثة: ترك الخصومة
- المقدمة الرابعة: عدم الإصغاء للنمامين
- خاتمة المقدمات الأربع: الصبر
- الباب الأول: أسباب الشحناء
- الباب الثاني: حرمة قطيعة الرحم
- الباب الثالث: كبيرة قطيعة الرحم
- الباب الرابع: نصوص في حرمة قطع الرحم
- الباب الخامس: فضل المشي للإصلاح بين الناس
- خاتمة الكتاب: في طرف ومواعظ متفرقة